# Metropolia Lubango
Metropolia Lubango – jedna z 5 metropolii kościoła rzymskokatolickiego w Angoli. Została ustanowiona 3 stycznia 1977. 

## Diecezje
- Archidiecezja Lubango
  - Diecezja Menongue
  - Diecezja Ondjiva
  - Diecezja Namibe

## Metropolici
- abp Eurico Dias Nogueira (1972– 1977)
- kard. Alexandre do Nascimento (1977 – 1986)
- abp Manuel Franklin da Costa (1986– 1997)
- abp Zacarias Kamwenho (1997 – 2009)
- abp Gabriel Mbilingi (od 2009)